# Gymnoscelis pseudofluctuosa
Gymnoscelis pseudofluctuosa är en fjärilsart som beskrevs av Holloway 1979. Gymnoscelis pseudofluctuosa ingår i släktet Gymnoscelis och familjen mätare. Inga underarter finns listade i Catalogue of Life.